# Masardis
Masardis ist eine Town im Aroostook County des Bundesstaates Maine in den Vereinigten Staaten. Im Jahr 2020 lebten dort 204 Einwohner in 163 Haushalten auf einer Fläche von 103,4 km².

## Geographie
Nach dem United States Census Bureau hat Masardis eine Gesamtfläche von 103,39 km², von der 100,31 km² Land sind und 3,08 km² aus Gewässern bestehen.

### Geographische Lage
Masardis liegt zentral im Aroostook County. Viele umliegende Gebiete sind Unorganized Territorys; nur eines davon hat eine eigene Bezeichnung, Squapan im Osten. Masardis liegt am Zusammenfluss des St. Croix Streams mit dem Aroostook River. Der Scopan Lake grenzt im Nordosten an das Gebiet der Town. Im Norden liegt der 247 m hohe Grove Hill, im Süden der 247 m hohe Pollard Mountain. Der Aroostook Scenic Highway führt an Masardis vorbei.

### Nachbargemeinden
Alle Entfernungen sind als Luftlinien zwischen den offiziellen Koordinaten der Orte aus der Volkszählung 2010 angegeben.
- Norden: Ashland, 5,6 km
- Südwesten: Oxbow, 14,8 km
- Nordwesten: Garfield Plantation, 15,3 km

Im Süden und Osten Masardis liegen Gebiete, die nicht zur Besiedlung vorgesehen sind und keiner Verwaltung unterstehen. Sie sind allerdings zur späteren Verwendung oder für Großprojekte (z. B. dem Verlegen von Hochspannungstrassen von Elektrizitätswerken) in systematische Parzellen unterteilt.

### Stadtgliederung
In Masardis gibt es mehrere Siedlungsgebiete: Haymock (Standort eines ehemaligen Postamtes), Hotham (ehemalige Eisenbahnstation), Masardis, Squa Pan (Squapan), Stimson (ehemalige Eisenbahnstation) und Willard (ehemalige Eisenbahnstation).

### Klima
|                       | Jan   | Feb   | Mär   | Apr  | Mai  | Jun  | Jul  | Aug  | Sep  | Okt  | Nov  | Dez   |   |      |
| Mittl. Tagesmax. (°C) | −6,4  | −4,0  | 1,8   | 8,3  | 17,1 | 22,6 | 25,3 | 24,1 | 18,4 | 11,2 | 3,6  | −3,6  | ⌀ | 9,9  |
| Mittl. Tagesmin. (°C) | −21,1 | −20,6 | −12,9 | −3,8 | 2,4  | 7,9  | 10,5 | 9,1  | 3,9  | −0,8 | −6,1 | −15,7 | ⌀ | −3,9 |
|                       |       |       |       |      |      |      |      |      |      |      |      |       |   |      |
| Niederschlag (mm)     | 74    | 54    | 62    | 68   | 88   | 86   | 90   | 98   | 85   | 80   | 75   | 80    | Σ | 940  |
|                       |       |       |       |      |      |      |      |      |      |      |      |       |   |      |
| Regentage (d)         | 11    | 10    | 10    | 11   | 12   | 12   | 12   | 12   | 11   | 11   | 12   | 11    | Σ | 135  |

| −21,1 |

| −20,6 |

| −12,9 |

| −3,8 |

| 2,4 |

| 7,9 |

| 10,5 |

| 9,1 |

| 3,9 |

| −0,8 |

| −6,1 |

| −15,7 |

| −21,1 |

| −20,6 |

| −12,9 |

| −3,8 |

| 2,4 |

| 7,9 |

| 10,5 |

| 9,1 |

| 3,9 |

| −0,8 |

| −6,1 |

| −15,7 |

Die mittlere Durchschnittstemperatur in Masardis liegt zwischen −13,8 °C im Januar und 17,9 °C im Juli. Damit ist der Ort gegenüber dem langjährigen Mittel im Winter um etwa 5 Grad, im Sommer um etwa 0,5 Grad kühler als das Mittel des Bundesstaates Maine. Die tägliche Sonnenscheindauer liegt am unteren Rand des Wertespektrums der USA. In der Wintersaison zwischen Oktober und April fallen im Durchschnitt 259,1 cm Schnee, wobei die Spitzenwerte bei 57,9 cm im Januar und 54,1 cm im Februar liegen.

## Geschichte
Die Town wurde am 21. März 1839 gegründet. Als erster Siedler erreichte Thomas Goss mit seiner Familie im Jahr 1933 das Gebiet und ließ sich am Westufer der Aroostook Rivers nieder. Die Town besteht aus mehreren Siedlungen: Haymock (hatte früher eine Poststelle), Hotham (hatte früher einen Bahnhof), Masardis, Squa Pan, Stimson (hatte früher einen Bahnhof) und Willard (hatte früher einen Bahnhof). Der Ort hat einen Friedhof.

### Einwohnerentwicklung
| Volkszählungsergebnisse – Town of Masardis, Maine | Volkszählungsergebnisse – Town of Masardis, Maine | Volkszählungsergebnisse – Town of Masardis, Maine | Volkszählungsergebnisse – Town of Masardis, Maine | Volkszählungsergebnisse – Town of Masardis, Maine | Volkszählungsergebnisse – Town of Masardis, Maine | Volkszählungsergebnisse – Town of Masardis, Maine | Volkszählungsergebnisse – Town of Masardis, Maine | Volkszählungsergebnisse – Town of Masardis, Maine | Volkszählungsergebnisse – Town of Masardis, Maine | Volkszählungsergebnisse – Town of Masardis, Maine |
| Jahr                                              | 1800                                              | 1810                                              | 1820                                              | 1830                                              | 1840                                              | 1850                                              | 1860                                              | 1870                                              | 1880                                              | 1890                                              |
| ------------------------------------------------- | ------------------------------------------------- | ------------------------------------------------- | ------------------------------------------------- | ------------------------------------------------- | ------------------------------------------------- | ------------------------------------------------- | ------------------------------------------------- | ------------------------------------------------- | ------------------------------------------------- | ------------------------------------------------- |
| Einwohner                                         |                                                   |                                                   |                                                   |                                                   | 140                                               |                                                   | 190                                               | 169                                               | 212                                               | 250                                               |
| Jahr                                              | 1900                                              | 1910                                              | 1920                                              | 1930                                              | 1940                                              | 1950                                              | 1960                                              | 1970                                              | 1980                                              | 1990                                              |
| Einwohner                                         | 438                                               | 650                                               | 690                                               | 584                                               | 601                                               | 523                                               | 408                                               | 317                                               | 328                                               | 305                                               |
| Jahr                                              | 2000                                              | 2010                                              | 2020                                              | 2030                                              | 2040                                              | 2050                                              | 2060                                              | 2070                                              | 2080                                              | 2090                                              |
| Einwohner                                         | 255                                               | 249                                               | 204                                               |                                                   |                                                   |                                                   |                                                   |                                                   |                                                   |                                                   |

## Wirtschaft und Infrastruktur

### Verkehr
Die Maine State Route 11, auch Aroostook Seenic Highway führt in nordsüdlicher Richtung durch Masardis. Sie verbindet Masardis mit Ashland und der kanadischen Grenze im Norden und Sherman im Süden.

### Öffentliche Einrichtungen
In Masardis gibt es keine eigene Bücherei. Die nächstgelegenen stehen den Bewohnern von Masardis in Ashland, Presque Isle oder Caribou zur Verfügung.
Das Katahdin Valley Health Center unterhält eine Einrichtung in Ashland, die auch von den Bewohnern von Masardis genutzt werden kann.

### Bildung
Die Ashland District School befindet sich in Ashland und ist Teil des Maine School Administrative District #32. Zum District gehören neben Ashland auch Garfield Plantation, Masardis, Oxbow, Portage Lake und Sheridan. Zum District gehören neben Ashland Garfield Plantation, Masardis, Oxbow, Portage Lake und Sheridan.
Die Ashland District School bietet für etwa 320 Schulkinder Klassen von Pre-Kindergarten bis zur zwölften Klasse. Die Schule ist bei der New England Association of Schools and Colleges akkreditiert.